# 오늘은 남동풍
《오늘은 남동풍》은 1996년 12월 9일부터 1997년 5월 2일까지 방송되었던 KBS 2TV 일일 드라마로 지수원 (박수민 역)이 해당 프로그램을 통해 일일 드라마에 첫 출연을 했는데 해당 프로그램에 앞서 SBS 수목 드라마 《남자대탐험》 주역 물망에 올랐으나 작가가 바뀌면서 좌절됐고 여주인공으로 캐스팅된 KBS 2TV 월화 드라마 《갈증》이 불륜 시비에 휘말린 MBC 월화 드라마 《애인》과 유사하다는 이유로 시작도 못한 채 편성이 무산되기도 했다.
한편, 이성용(중도하차)(이윤서 역), 윤해영(강은희 역), 이하얀, 홍진희(이윤미 역) 등이 해당 작품을 통해 KBS 드라마 나들이를 했고 윤해영과 SBS 공채 3기 동기인 김시원(이승혜 역)이 데뷔 뒤 비중 있는 드라마 주인공으로 발탁됐으며 윤해영은 SBS 공채 3기로 데뷔했지만 SBS가 1992년 5월 종영된 《SBS 여성극장》 이후 정규 단막극 편성과 거리가 멀었던 터라 CF에 주력하면서 1995년 5월 SBS와의 전속계약 해지 뒤 첫 타방송사 출연작이었던 MBC 월화 드라마 《연애의 기초》에 이어 두 번째로 타방송사 드라마 출연을 했는데 앞서 본 것처럼 SBS가 1992년 5월 종영된 《SBS 여성극장》 이후 정규 단막극 편성과 거리가 멀었던 탓인지 이성용(5기), 윤해영(3기), 이하얀(4기)(이상 해당 작품) 외에도 유진희(2기)(내 사랑 유미) 남성진(본명 남지헌)(3기)(며느리 삼국지) 등이 1995년 중후반기 이후 방영된 KBS 2TV 일일 드라마를 통해 KBS 진출을 하기도 했다.

## 기획 의도
인생을 대하는 방식과 태도가 전혀 다른 두 젊은이가 실타래마냥 얽힐 대로 얽힌 사랑의 방정식을 풀어가는 과정을 통해 전도된 사회의 가치관을 바로 세워보자.

## 등장 인물
- 이성용 : 이윤서 역 (중도 하차)
- 안정훈 : 한지수 역
- 김시원 : 이승혜 역
- 윤해영 : 강은희 역
- 지수원 : 박수민 역
- 심양홍 : 윤서의 아버지 이성환 역
- 김창숙 : 윤서의 어머니 김옥경 역
- 조형기 : 은희의 막내삼촌 강영철 역
- 홍진희 : 윤서의 누나 이윤미 역
- 김나운
- 이의정
- 강민규
- 송기윤
- 이하얀
- 이두일
- 표영석
- 김창완 (중도합류)
- 김광필 (중도합류)

## 편성 변경
- 1996년 12월 30일 : 9시 30분부터 《1996 KBS 가요대상 (1, 2, 3부)》 편성으로 인해 9시로 편성 변경[9]
- 1996년 12월 31일 : 9시 30분부터 《1996 KBS 연기대상 (1, 2, 3부)》 편성으로 인해 9시로 편성 변경[10]

## 결방 사유
- 1997년 2월 7일 : 《설 특선 영화 - 닥터 봉》 편성으로 인해 결방[11]

## 참고 사항
- 《원지동 블루스》 조기 종영으로 인해 급하게 편성되었다.
- 선정성 논란이 일기도 하고[12] 이윤서 역의 이성용은 중앙선 침범으로 인한 교통사고를 낸 혐의로 도중하차하였다.[13]
- 방송위원회로부터 "무면허 운전으로 중앙선을 침범하는 등 위법행위를 조장"한다는 이유로 경고를 받았다.[14]
- 더불어 저조한 시청률로 종영 대상이었으나 방송 3사 뉴스가 9시대로 모두 옮기자 드라마 시청자들이 몰리며 시청률이 상승하자 종영을 미루었으며[15] 또한 1997년 4월 18일 종영 예정이었지만 후속 프로그램 KBS 2TV 일일 시트콤 《마주보며 사랑하며》 캐스팅 난항[16]로 인해 1개월 늘린 5월 2일 종영시켰다.
- KBS 2TV 일일 드라마는 《오늘은 남동풍》을 마지막으로 잠정 폐지되었다가 3년 만에 《소설 목민심서》로 재개하였으나 2000년 7월 26일부터 수목 드라마로 변경되었으며[17] 2001년 가을 개편 때 시작된 《여자는 왜?》를 통해[18] 본격적으로 재개됐는데 IMF 등 여러 가지 사정 때문에 1998년 초 이후 2000년 봄 개편 이전까지[19] KBS 2TV 일일 드라마, KBS 2TV 일일 시트콤을 한동안 편성하지 않았다.